# Thomas Turner (Ingenieur)

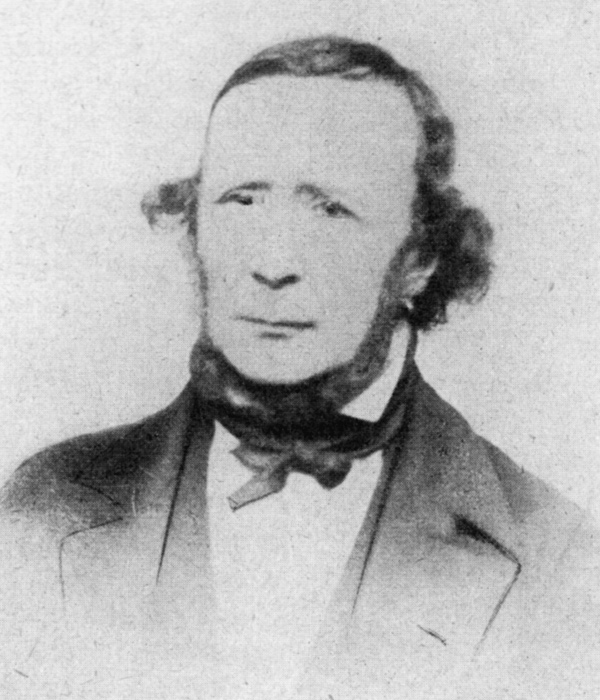
Thomas Turner

Thomas Turner (* 1799 in London; † 1866) war englischer Ingenieur und am Bau einiger der ersten Lokomotiven beteiligt. Außerdem hatte er die Aufsicht über die ersten beiden Betriebsjahre der badischen Eisenbahn von 1840 bis 1842.

## Leben
Turner kam 1824 nach Manchester und war dort war als Mechaniker und Ingenieur bei der Firma Sharp, Roberts and Company beschäftigt, wo er zunächst Dampfmaschinen, später Dampfwagen und 1833 die Dampflokomotive Experiment für die Liverpool and Manchester Railway konstruierte. Zu seinen Leistungen gehört u. a. die Verbesserung der Dampfpfeife und deren erstmaliger Einsatz in der Eisenbahn.
Im Sommer 1839 war er in Deutschland, um die Leipzig-Dresdner Bahn zu besichtigen und Lokomotiven auszuliefern. Im Frühjahr 1840 kam er erneut, diesmal mit seiner Familie, nach Deutschland zur Großherzoglich-Badischen Staatsbahn, um die Lokomotiven Löwe und Greif auszuliefern. Die Bahnlinie von Mannheim nach Heidelberg war bei seiner Ankunft in Heidelberg am 9. April 1840 etwa zur Hälfte fertiggestellt. Er betreute den weiteren Bau der Strecke und der dazugehörigen Anlagen und trat mit Vertrag vom 2. Juli 1840 ab 1. August 1840 für ein Jahr in badische Dienste, um „die Aufsicht über die Handhabung, Unterhaltung und Reparatur sämtlicher der Administration gehöriger Maschinen, insbesondere der Dampfwägen und Bahnfahrzeuge zu führen“. Zu seinen Aufgaben gehörte weiterhin die Ausbildung der Lokomotivführer und Heizer sowie die Aufsicht über die Bahnhöfe in Mannheim und Heidelberg sowie auf der Bahn selbst. Turner war ferner für die richtige Durchführung der Fahrpläne verantwortlich und teilte die Lokomotivführer ein. Er erhielt ein monatliches Gehalt von 159 Gulden. Der Eisenbahnbetrieb auf der badischen Strecke wurde am 12. September 1840 eröffnet. Am 5. Juni 1841 stellte Turner in Heidelberg die dritte badische Lokomotive, die Heidelberg, in Dienst. Am 30. Juni 1841 wurde sein Dienstverhältnis um ein weiteres Jahr bis August 1842 verlängert.
Während seiner badischen Dienstzeit vollbrachte er, der „auf der Maschine nie anders, als mit feinem Zylinder, noblen schwarzen Kleidern und weißen Glacéhandschuhen“ fuhr, mehrere Rekordfahrten. Am 13. April 1842 fuhr er einen Zug mit 28 Wagen und einem Gesamtgewicht von 103 Tonnen mit einer Geschwindigkeit von rund 37 km/h. Am 6. Juni 1842 legte er mit der Greif die Strecke von 1000 Fuß in 12 Sekunden zurück, womit er eine Geschwindigkeit von 91 km/h erreichte.
Nach dem Ende seines zweiten Dienstjahres in Baden übergab er die Amtsgeschäfte seinem Nachfolger, Maschinenmeister Mindler, und kehrte nach England zurück. 1855 wechselte er zur Lokomotivfabrik Beyer-Peacock in Manchester.